# Lichtjahre
Lichtjahre – koncertowe wydawnictwo szwajcarskiego duetu Lacrimosa. Na dwóch płytach CD znalazły się nagrania z występów podczas trasy koncertowej promującej płytę Lichtgestalt (2005). Nagrano fragmenty koncertów z Niemiec, Meksyku, Chin, Rosji oraz Polski.  
Koncert wydany został również na DVD. Oprócz nagrań koncertowych na płycie znajdują się wywiady, fragmenty konferencji prasowych i imprez pokoncertowych.

## Lista utworów
Opracowano na podstawie materiału źródłowego.
CD 1
1. „Lacrimosa Theme” (muz. Tilo Wolff, sł. Tilo Wolff) - 2:01
2. „Kelch Der Liebe” (muz. Tilo Wolff, sł. Tilo Wolff) - 6:07
3. „Schakal” (muz. Tilo Wolff, sł. Tilo Wolff) - 6:19
4. „Ich Bin Der Brennende Komet” (muz. Tilo Wolff, sł. Tilo Wolff) - 7:09
5. „Malina” (muz. Tilo Wolff, sł. Tilo Wolff) - 5:00
6. „Alles Lüge” (muz. Tilo Wolff, sł. Tilo Wolff) - 5:40
7. „Not Every Pain Hurts” (muz. Tilo Wolff, Anne Nurmi, sł. Anne Nurmi) - 5:13
8. „Letzte Ausfahrt: Leben” (muz. Tilo Wolff, sł. Tilo Wolff) - 5:41
9. „Halt Mich” (muz. Tilo Wolff, sł. Tilo Wolff) - 4:00
10. „Alleine Zu Zweit” (muz. Tilo Wolff, sł. Tilo Wolff) - 4:12
11. „Durch Nacht Und Flut” (muz. Tilo Wolff, sł. Tilo Wolff) - 4:15

CD 2
1. „The Turning Point” (sł. Anne Nurmi, muz. Anne Nurmi, Tilo Wolff) - 5:32
2. „Road To Pain” (muz. Tilo Wolff, sł. Tilo Wolff) - 4:28
3. „Vermächtnis / Kabinett” (muz. Tilo Wolff, sł. Tilo Wolff) - 6:39
4. „Tränen Der Sehnsucht” (muz. Tilo Wolff, sł. Tilo Wolff) - 8:08
5. „Seele In Not” (muz. Tilo Wolff, sł. Tilo Wolff) - 6:59
6. „The Party Is Over” (muz. Tilo Wolff, sł. Tilo Wolff) - 6:00
7. „Ich Verlasse Heut' Dein Herz” (muz. Tilo Wolff, sł. Tilo Wolff) - 6:33
8. „Stolzes Herz” (muz. Tilo Wolff, sł. Tilo Wolff) - 6:57
9. „Der Morgen Danach” (muz. Tilo Wolff, sł. Tilo Wolff) - 4:29
10. „Copycat” (muz. Tilo Wolff, sł. Tilo Wolff) - 4:41
11. „Lichtgestalt” (muz. Tilo Wolff, sł. Tilo Wolff) - 5:28

## Twórcy
Opracowano na podstawie materiału źródłowego.
- Tilo Wolff - koncepcja oprawy graficznej, instrumenty klawiszowe, śpiew
- Anne Nurmi - instrumenty klawiszowe, śpiew
- Yenz Leonhardt - gitara basowa
- Manne Uhlig - perkusja
- Dirk Wolff - gitara
- JP Genkel - gitara
- Sascha Gerbig - gitara
- JP Genkel - miksowanie
- Ingo Römling - oprawa graficzna
- Stelio Diamantopoulos - koncepcja  wykonanie oprawy graficznej, ilustracje
- Igor 'Jeff - oprawa graficzna
- Tim Von Rochels - zdjęcia
- Roaxfilms - zdjęcia
- Andy Korukhin - zdjęcia
- Torsten Volkmer - zdjęcia
- Jacky Lehmann, Michael Brunninger, T. Shark - realizacja